# Чумаки (Днепровский район)
Чумаки́ (укр. Чумаки) — село, Чумаковский сельский совет, Днепровский район, Днепропетровская область, Украина.
Код КОАТУУ — 1221488001. Население по переписи 2001 года составляло 1977 человек.
Является административным центром Чумаковского сельского совета, в который, кроме того, входят сёла Виноградное, Заря, Маевка.

## Географическое положение
Село Чумаки находится на расстоянии в 1 км от села Степовое и в 2,5 км от посёлка Заря.
Вокруг села много ирригационных каналов.
Рядом проходит автомобильная дорога Т-0405.

## История
- Село Чумаки основано в 1926 году переселенцами из Новомосковского района.
- В 1995 году сёла Карла Либкнехта, Долина и Чумаки были объединены в село Чумаки. До этого в 1989 году в селе Чумаки проживало около 160 жителей.
- В селе родился Капустянский, Николай Александрович — украинский военный деятель, один из руководителей Организации украинских националистов.

## Экономика
- «Чумаки», ОАО.
- «Чумаки», сельскохозяйственное ЧП.
- ООО «Заря».

## Объекты социальной сферы
- Школа.
- Детский сад.
- Клуб.
- Фельдшерско-акушерский пункт.

## Достопримечательности
- Братская могила советских воинов.